# Red Orchestra: Ostfront 41-45
Red Orchestra: Ostfront 41-45 är ett datorspel i onlineshooter-genren som utspelar sig på östfronten under andra världskriget, och är starkt inriktat på realism. Den lilla pilen som visar var man skjuter är borta, man måste sikta på så kallade ironsight, dvs öppna riktmedel. Man kan också vara stridsvagnsförare, man kan inte bara hoppa in i en stridsvagn som i till exempel Battlefield utan man måste välja att vara just en stridsvagnsförare, kulspruteskytt eller vagnchef. Spelaren kan välja att strida för Tyskland eller Sovjetunionen. Spelet var från början en modifikation till Unreal Tournament 2004. Efter att utvecklarna vunnit en tävling fick utvecklarna, Tripwire Interactive, licens på Unreal-motorn, och gjorde Red Orchestra till ett kommersiellt spel. Spelet är känt för sin online-funktion som låter 32 spelare spela på en och samma bana mot varandra, i en kamp om seger och ära. Det är även många spelare än idag [när?] som spelar Red Orchestra: Ostfront 41-45 online. Spelet kan även köpas över Steam.
I spelet finns 14 autentiska fordon (7 på varje sida) och det finns upp till 28 olika handeldvapen.
Som spelare kan man även lokalisera en radioman under krigets hetta för att kalla in tunga artilleri attacker mot fiendernas positioner.
Spelets uppföljare Red Orchestra 2: Heroes of Stalingrad släpptes 13 september 2011 och var ett efterlängtat spel, eftersom Red Orchestra: Ostfront 41-45 var mycket populärt bland spelare som gillar krigssimulation.